# الیاس ابوشبکه
الیاس ابوشبکه ادیب، نویسنده، شاعر، روزنامه‌نگار،منتقد، مترجم و سیاستمدار بزرگ لبنان از پیشگامان نوآور در نهضت جدید لبنان می‌باشد.

## ولادت
الیاس بن یوسف ابوشبکه در سال ۱۹۰۳ مصادف با ۱۳۲۱ در ایالت متحده آمریکا متولد شد.
دربارهٔ روز و ماه ولادت او سخنان متفاوتی وجود دارد؛ و به نظر می‌رسد که هیچ‌کدام
دقیق نباشد زیرا ابوشبکه مدتی پس از ولادتش توسط والدین خود به لبنان آورده شد.
علت ولادت این شاعر و ادیب بزرگ لبنانی را در آمریکا، مسافرت تفریحی و زیارتی والدینش
بدانجا برای دیدار از بستگان یعنی دایی مادرش ذکر کرده‌اند.

## تحصیلات ابو شبکه
در سن هشت سالگی یعنی اوایل سال ۱۹۱۱ شروع به تحصیل در یک مدرسه غربی به نام عینطوره
کرد. تقریباً نه ساله بود که پدرش توسط راهزنان ناجوانمردانه به قتل رسید و این نخستین
ضربه سنگین بر پیکره حساس وی بود، درحالیکه هنوز خمیرهٔ وجودش ساختار مشخصی نیافته
بود در مدرسه مذکور او با زبان عربی و فرانسه به خوبی آشنا شد.
با شروع جنگ جهانی مدارس تعطیل گردید و وی وارد عرصه کار و تلاش شد.
پس از پایان یافتن جنگ جهانی اول او پس از جهار سال ترک تحصیل بار دیگر شروع به
تحصیل کرد. مدتی در مدرسه الاخوه المریمیین به تحصیل پرداخت و بار دیگر در سال ۱۹۱۹
به مدرسه عینطوره بازگشت. پس از سه سال تحصیل، پس از جدال با استاد خود، درسش را نیمه کاره
رها کرد و همین دلیل از تحصیلات دانشگاهی محروم ماند.
آز آن پس خود مشغول مطالعهٔ آثار شاعران فرانسوی شد و از طریق زبان فرانسه با ادبیات
آلمان، انگلیس، ایتالیا و یونان آشنا گردید.

## وفات
ابوشبکه سال‌ها به کم خونی دچار بود و تقریباً از سال ۱۹۴۴ این بیماری شدت یافت.
او همواره به خاطر شدت علاقه اش به زندگی آرزوی شفا داشت.
بیماری او سرطان خون بود و در اواخر سال ۱۹۴۶ در بیمارستان فرانسوی بیروت بستری شد.
طبق گفتهٔ همسرش، در بیمارستان نماز می‌خواند و بارها واجبات دینی را انجام می‌داد.
او زمانیکه از مال دنیا جز یک عینک و قلم و عصا چیز دیگری نداشت در اوج فقر حوالی ساعت
۴ صبح روز ۲۷، ۱۹۴۷ دار فانی را وداع گفت.

## آثار
علاوه بر مقالات متعدد، بالغ بر ۴۵ اثر جاودان در زمینه‌های مختلف ترجمه، نثر، نظم و نقد
از او به جای مانده‌است.
تالیفات چاپ شده در عرصهٔ شعر:
1. القیثاره
2. المریض الصامت
3. افاعی الفردوس و …

تالیفات نثری چاپ شده:
1. طاقوت زهور
2. الرسوم
3. لامارتین و …